# Governador-geral de Santa Lúcia
O cargo de governador-geral de Santa Lúcia é ocupado pelo representante do monarca de Santa Lúcia, ao qual cabe exercer o poder executivo supremo na Comunidade das Nações. Atualmente o monarca de Santa Lúcia é o Rei Carlos III, e o atual governador-geral é Errol Charles.

A residência oficial do Governador-geral de Santa Lúcia é a Government House. O cargo passou a existir quando o país alcançou sua independência em 22 de fevereiro de 1979. É equivalente ao cargo anterior, nos tempos de domínio britânico, de Governador de Santa Lúcia.

## Governador-Geral (1979-presente)
| Took office             | Left office            | Nome (Nascimento-morte)                | Notas                               |
| ----------------------- | ---------------------- | -------------------------------------- | ----------------------------------- |
| 22 de fevereiro de 1979 | 19 de junho de 1980    | Sir Allen Montgomery Lewis (1909–1993) | Primeiro mandato                    |
| 19 de junho de 1980     | 13 de dezembro de 1982 | Boswell Williams (1926–2014)           | Afastado.                           |
| 13 de dezembro de 1982  | 30 de abril de 1987    | Sir Allen Montgomery Lewis (1909–1993) | Segundo mandato.                    |
| 30 de abril de 1987     | 10 de outubro de 1988  | Vincent Floissac (1928–2010)           | Representativo.                     |
| 10 de outubro de 1988   | 1 de junho de 1996     | Sir Stanislaus A. James (1919–2011)    |                                     |
| 1 de junho de 1996      | 17 de setembro de 1997 | Sir George Mallet (1923–2010)          |                                     |
| 17 de setembro de 1997  | 31 de dezembro de 2017 | Dame Pearlette Louisy (1946–)          |                                     |
| 12 de janeiro de 2018   | 31 de outubro de 2021  | Sir Neville Cenac (1939–)              | Renunciou.                          |
| 11 de novembro de 2021  | presente               | Errol Charles (1941–)                  | Interino até 1 de novembro de 2024. |